# 三林里
24°49′55″N 121°13′32″E / 24.8318848°N 121.2254336°E
三林里是臺灣桃園市龍潭區南部的一個里，本里劃有23個鄰，總人口3,402人。

## 觀光
- 龍潭高爾夫球場[2]
- 石門山[3]

## 教育
- 桃園市立龍潭幼兒園三林分校[4]

## 宗教
- 龍潭三林社區三元宮
- 華藏寺